# Sant Ambròs de Tor
Sant Ambròs de Tor és una Capella romànica del poble de Tor, en el terme municipal d'Alins, a la comarca del Pallars Sobirà. Es troba allunyada al nord-est del poble, a la zona de Vallpeguera, a l'esquerra del Barranc de Vallpeguera, a poc més d'un quilòmetre de distància en línia recta. És en una carena just a migdia d'on s'ajunten els barrancs de Sanfonts i de Vallpeguera.

## Descripció
Situada a l'extraordinària altitud de 1.960 m, dins el bosc de pi negre que cobreix la vessant obaga del barranc de Vall Peguera, presenta una façana sota el pinyó de la coberta a dues aigües, en la qual s'obre una porta amb llinda de fusta sobre la qual hi ha una petita finestra. A l'exterior el parament és de lloses de pissarra sense desbastar i coberta per un llosat de llicorella. Els murs interiors són arrebossats. L'interior de la planta és rectangular, amb un absis al fons amb forma més o menys trapezoidal, si bé els murs són corbats. També es corben els murs de la part de la nau més pròxima a l'absis, formant una espècie de diminut presbiteri. L'absis està cobert per una volta de quart d'esfera molt rebaixada. Un arc triomfal separa aquell de la nau amb coberta de fusta recentment ensorrada. A l'exterior, la nau és rectangular i l'absis semicircular, encara que pla i deformat. A l'interior les mesures són de 4,5 m d'amplada per 5,9 m de llargada fins al presbiteri, de poc menys d'un metre. La profunditat de l'absis és d'uns 70 cm. A l'exterior fa 5,8 m d'ample per 7,5 m de longitud fins a l'absis d'1,60 m.

## Història
Serrate data l'església a finals del s. VIII, en un moment de decadència i pobresa de la tècnica constructiva. Probablement en aquest indret existí un poblat en època visigòtica. L'advocació de St. Ambròs data també d'època visigòtica. En la regió, la devoció a aquest sant tenia una forta tradició: cada any se celebrava una peregrinació fins a l'ermita en la qual acudia, no sols la gent de Tor, sinó també molts dels pobles de Vallferrera, les valls d'Andorra i Os. Ç
En els segles XVII i XVIII fou restaurada i es construí l'actual façana.
L'estiu de 1997, el grup de Pioners i Caravel·les (joves de 14 a 16 anys) de l'Agrupament Escolta i Guia MontsantCim de Reus dediquen 15 dies a restaurar l'ermita, que estava pràcticament desapareguda, deixant-la en el seu estat actual; en el que era el seu projecte de servei durant els campaments d'estiu.

## Accés
L'únic accés a la capella és un sender que surt de l'extrem nord del poble de Tor. Remunta el Barranc de Vallpeguera, que està situat a mà dreta durant la pujada. El sender s'enfila direcció NE per la falda de lo Pilar. Al cap d'aproximadament 1 km i després d'un petit salt d'aigua, cal creuar el curs fluvial del barranc i endinsar-se al bosc cap al SE fins a trobar la capella.
Només s'hi pot accedir a peu i hi ha algun pas complicat.